# NGC 4498
NGC 4498 is een balkspiraalstelsel in het sterrenbeeld Hoofdhaar. Het hemelobject werd op 21 maart 1784 ontdekt door de Duits-Britse astronoom William Herschel.

## Synoniemen
- UGC 7669
- IRAS 12291+1707
- MCG 3-32-56
- VCC 1379
- ZWG 99.75
- KUG 1229+171
- PGC 41472